# Ugashik-Peulik
Ugashik-Peulik és un estratovolcà de la serralada Aleutiana, a l'estat d'Alaska, als Estats Units. Es troba al sud del llac Becharof, a la península d'Alaska. El cim s'eleva fins als 1.474 msnm. El volcà està format per una caldera del Plistocè tardà de 4,5 quilòmetres de diàmetre en la qual durant l'Holocè s'hi can erigir cinc doms de lava. El cim de Peulik conté un cràter d'1,5 km d'amplada trencat a l'oest. L'única erupció documentada en temps històrics va tenir lloc el 1814.